# إلديكو إردوسي
إلديكو إردوسي (بالمجرية: Erdősi Ildikó)‏ مواليد 14 سبتمبر 1989 في المجر، هي لاعبة كرة يد مجرية تلعب كجناح أيسر. مثلت منتخب المجر لكرة اليد للسيدات.

## سجل المنافسة
شاركت في البطولات التالية:
- بطولة العالم لكرة اليد للسيدات 2015
- بطولة أوروبا لكرة اليد للسيدات 2014
- بطولة أوروبا لكرة اليد للسيدات 2016

## روابط خارجية
- إلديكو إردوسي على موقع الاتحاد الأوروبي لكرة اليد (الإنجليزية)